# 木原優作
木原 優作（きはら ゆうさく、2000年12月11日 - ）は、ジャパンラグビーリーグワン埼玉パナソニックワイルドナイツに所属するラグビー選手。

## プロフィール
- 福岡県出身[1]。
- ポジションはプロップ(PR)。
- 身長 176 cm、体重 106 kg
- U20日本代表に選ばれたことがある。

## 略歴
5歳からラグビーを始めた。
2019年、東福岡高校卒業後、筑波大学に入学。なお東福岡高校時代、高校日本代表に選ばれたことがある。
2022年、筑波大学ラグビー部の主将に就任。
2023年、筑波大学卒業後、埼玉パナソニックワイルドナイツに加入。
2024年4月27日に行われたJAPAN RUGBY LEAGUE ONE第15節花園近鉄ライナーズ戦にて途中出場でリーグワン公式戦初出場を果たした。同年6月中旬からニュージーランド・ノースカンタベリーに留学。